# Kultura sowterska
Kultura sowterska  - nazwa niniejszej jednostki kulturowej związana jest z eponimicznym stanowiskiem pod nawisem Le Martinet w Sauveterre-la-Lémance departament Lot i Garonna. Zespół zjawisk kulturowych utożsamianych z omawianą kulturą obejmował swym zasięgiem obszary południowej i środkowej Francji oraz północne i środkowe Włochy. Rozwój tej jednostki kulturowej wyznaczają daty od ok. 10 do ok. 7 tys. lat temu. Inwentarz kamienny w owej kulturze reprezentowany był przez zbrojniki o formie segmentów, trójkątów  oraz trapezów, a także ostrza typu Sauveterre o długości nie przekraczającej 8-10 mm. Gospodarka kultury sowterskiej opierała się na zróżnicowanych źródłach pozyskiwania pożywienia - polowano na jelenie, sarny, koziorożce, żółwie, znaczący udział miało też rybołówstwo oraz zbieractwo głównie mięczaków lądowych. W kulturze sowterskiej poświadczona jest obecność krótkotrwałych biwaków łowieckich oraz obozowiska podstawowe, m.in. stanowisko  Gomagnano III. 